# لوكاس وولف
لوكاس وولف (بالألمانية: Lucas Wolf)‏ هو سائق سيارة سباق ألماني، ولد في 6 سبتمبر 1994 في هايدلبرغ في ألمانيا.

## وصلات خارجية
- الموقع الرسمي
- لوكاس وولف على موقع DriverDB.com (الإنجليزية)